# Барча
Барча (рум. Barcea) — село у повіті Галац в Румунії. Входить до складу комуни Барча.
Село розташоване на відстані 181 км на північний схід від Бухареста, 56 км на північний захід від Галаца, 145 км на схід від Брашова.

## Населення
За даними перепису населення 2002 року у селі проживали 4679 осіб. Рідною мовою 4678 осіб (> 99,9%) назвали румунську.
Національний склад населення села:
| Національність | Кількість осіб | Відсоток |
| -------------- | -------------- | -------- |
| румуни         | 4589           | 98,1%    |
| цигани         | 88             | 1,9%     |